# Suffer Tree
Suffer Tree è un EP del gruppo musicale metalcore dell'Alaska 36 Crazyfists, pubblicato nel 1997.
È la prima versione senza il bassista JD Stuart, sostituito da Mick Whitney.

## Tracce
1. Name Your Rapist – 4:42
2. Suffer Tree – 3:00
3. Eyes of Lies – 3:30
4. This Is Why – 3:40

## Formazione
- Brock Lindow - voce
- Steve Holt - chitarra
- Mick Whitney - basso
- Thomas Noonan - batteria